# Tsuda Umeko
Tsuda Umeko, nata Ume (津田 梅子?; Edo, 31 dicembre 1864 – Kamakura, 16 agosto 1929), è stata un'educatrice giapponese, tra le pioniere dell'istruzione femminile nel paese.

## Storia

### I primi anni

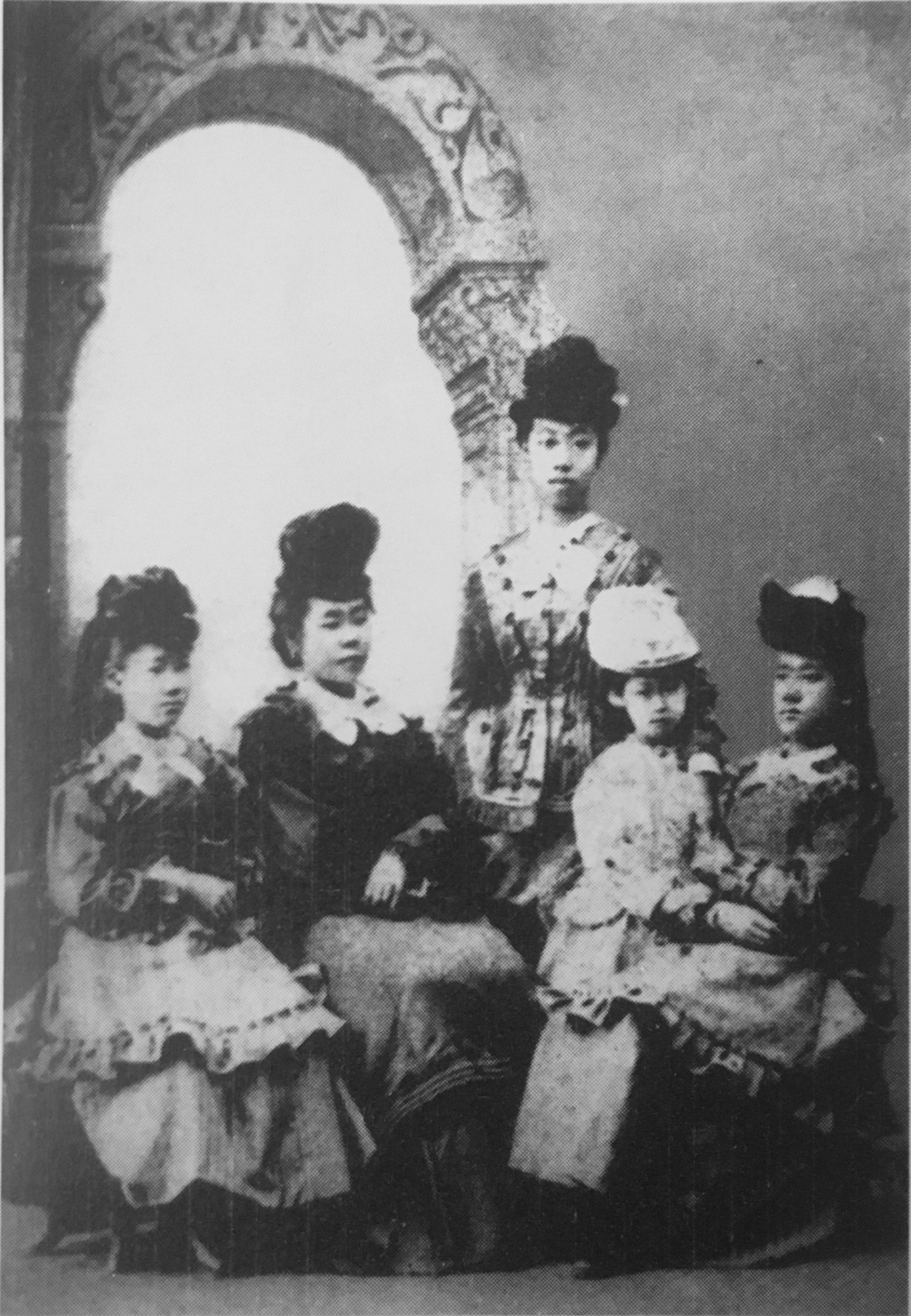
Le cinque studentesse che parteciparono alla Missione Iwakura. Tsuda Umeko è la seconda da destra

Chiamata alla nascita Ume, dal nome del pruno giapponese, Tsuda nacque nel 1864 a Tokyo, al tempo conosciuta come Edo, da Tsuda Sen e sua moglie Hatsuko. Suo padre era un educatore e scienziato agrario, che sostenne il processo di occidentalizzazione del Giappone e partecipò alla fondazione di alcune scuole, tra cui l'Istituto comprensivo di Aoyama di Tokyo.
Sostenitore dell'istruzione femminile, nel 1871 Tsuda Sen propose sua figlia come una delle cinque bambine che avrebbero preso parte  alla Missione Iwakura in partenza per gli Stati Uniti, diventando così una delle prime giapponesi a studiare all'estero, nonché la più giovane della spedizione. Le altre studentesse erano Nagai Shige di 10 anni, che in seguito sarebbe diventata educatrice e una delle prime insegnanti di piano del paese, Ueda Tei di 14 anni, Yoshimasu Ryo di 14 anni e Yamakawa Sutematsu, che al tempo aveva 11 anni e che in seguito sarebbe diventata la prima donna giapponese a ricevere una laurea e avrebbe sposato il maresciallo Ōyama Iwao.
A partire dal dicembre 1871 Tsuda Ume, che iniziò ad essere chiamata Ume Tsuda per adattare il nome all'onomastica occidentale, visse a Washington con Charles Lanman, il segretario della delegazione giapponese, e sua moglie Adeline, i quali la accolsero come una figlia. Frequentò inizialmente la Georgetown Collegiate School, dove imparò l'inglese, e in seguito l'Archer Institute, frequentato dalle figlie di politici e funzionari pubblici, dove oltre all'inglese studiò francese e latino, matematica, musica e scienza, eccellendo in tutte le materie. Pochi anni dopo l'arrivo negli Stati Uniti chiese inoltre di essere battezzata come cristiana.

### Il ritorno in Giappone e il secondo soggiorno negli Stati Uniti

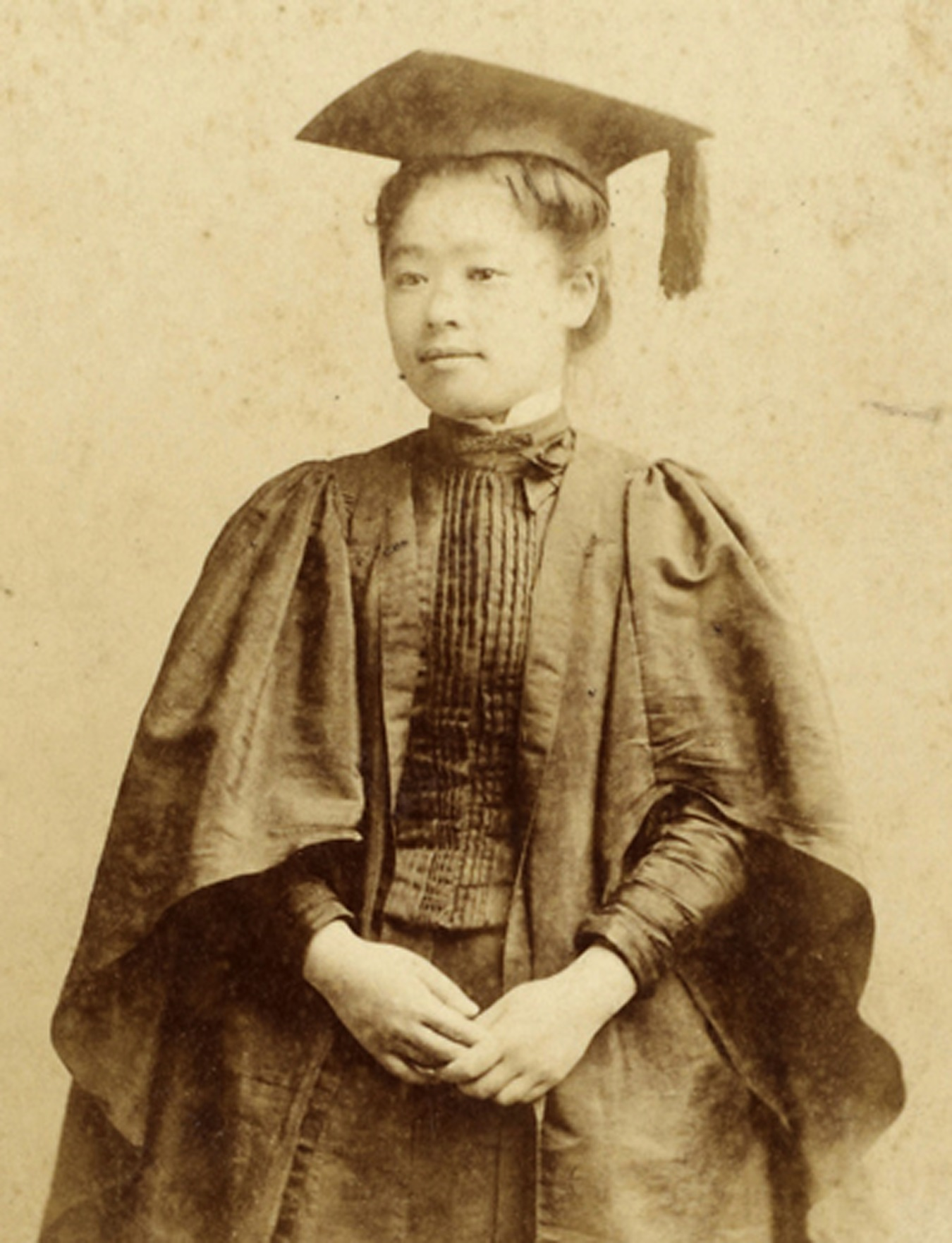
Tsuda Umeko durante la laurea al Bryn Mawr College

Quando ritornò in Giappone nel 1882, a 19 anni, si trovò inizialmente in difficoltà dal momento che aveva quasi dimenticato la propria lingua madre. Si scontrò inoltre con la cultura giapponese, al tempo fortemente patriarcale, che relegava le donne ad una posizione inferiore, del tutto diversa dalla liberale cultura americana.
Fu inizialmente assunta dal futuro primo ministro Itō Hirobumi come istitutrice per i suoi figli, e in seguitò insegnò inglese in una scuola Gakushūin per ragazze della nobiltà Kazoku. Non soddisfatta dalla politica della scuola, il cui scopo era istruire le ragazze a comportarsi come nobildonne e diventare mogli obbedienti e brave madri, nel 1888 decise di ritornare negli Stati Uniti, dove continuò i suoi studi al Bryn Mawr College di Filadelfia, laureandosi in biologia e insegnamento.
Durante il nuovo soggiorno negli Stati Uniti tenne inoltre una serie di conferenze sull'istruzione femminile in Giappone, riuscendo a raccogliere 8 000 dollari per un fondo destinato alle ragazze giapponesi che volessero studiare in America.

### La fondazione dell'Università Tsuda

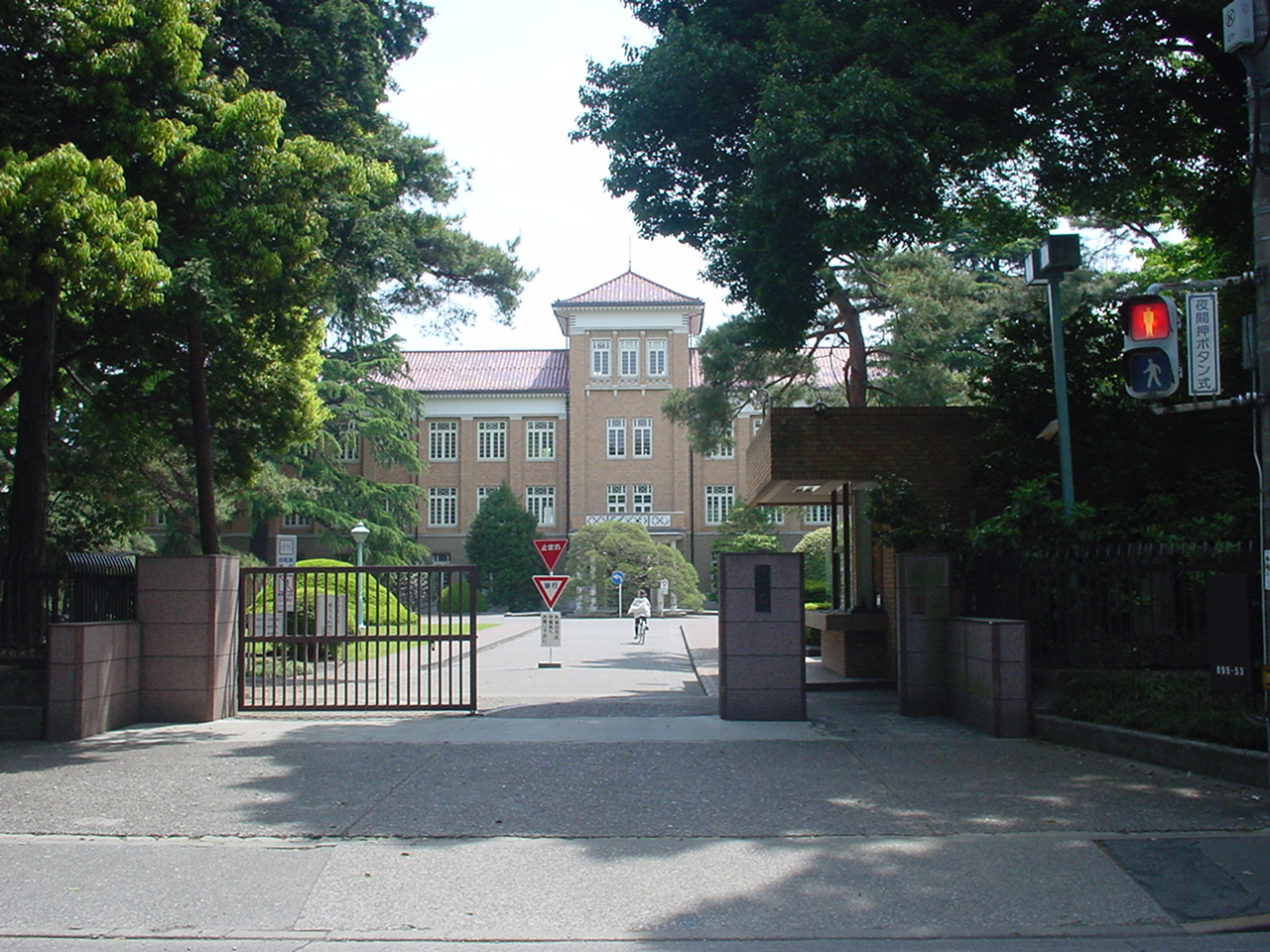
L'università Tsuda

Tornata in Giappone, Tsuda riprese ad insegnare alla scuola Gakushūin, ottenendo nel frattempo un nuovo incarico anche alla Tokyo Women's Normal School. Continuò inoltre a tenere conferenze sull'istruzione femminile e sul miglioramento della condizione della donna. All'epoca il suo salario era di 800 yen e la sua posizione la più alta possibile per una donna.
Nel 1899 una legge impose ad ogni prefettura del paese di istituire almeno una scuola secondaria dedicata alle ragazze. Queste scuole non erano però in grado di fornire la stessa qualità di istruzione degli istituti riservati agli uomini. Nel 1900, grazie all'aiuto delle amiche Yamakawa Sutematsu, sua compagna da bambina alla Missione Iwakura, e Alice Mabel Bacon, scrittrice americana conosciuta fin da bambina durante il suo primo soggiorno negli Stati Uniti, decise allora di fondare una nuova scuola femminile, chiamata Joshi Eigaku Juku (女子英学塾?) (traducibile come Istituto femminile per gli studi inglesi). Tale scuola, situata nel quartiere di Kōjimachi a Tokyo, era improntata su uno stile di istruzione occidentale, vi si insegnavano anche le arti liberali e si discuteva di temi di attualità.
Nel 1902 Tsuda cambiò il proprio nome da Ume a Umeko.

### Morte ed eredità
Nel 1919, dopo aver avuto un ictus, si ritirò nel suo cottage a Kamakura, dove morì dopo una lunga malattia nel 1929. La sua tomba si trova all'interno del campus dell'Università Tsuda a Tokyo.
Tsuda Umeko è considerata una delle pioniere dell'istruzione femminile del paese. La scuola da lei fondata venne riconosciuta ufficialmente nel 1903. Nel 1933 il nome della scuola venne cambiato in Tsuda Eigaku Juku, mentre dopo la Seconda guerra mondiale venne chiamata Università Tsuda (津田塾大学?, Tsudajuku daigaku), diventando una delle università femminili più prestigiose del paese.
Il volto di Tsuda Umeko appare sulla nuova banconota da 5 000 yen la cui emissione è prevista per il 2024.